# Гаттенгофен (Баден-Вюртемберг)
Гаттенгофен (нім. Hattenhofen) — громада в Німеччині, знаходиться в землі Баден-Вюртемберг. Підпорядковується адміністративному округу Штутгарт. Входить до складу району Геппінген.
Площа — 7,64 км2. Населення становить 2975 ос. (станом на 31 грудня 2020).